# Вылево
Вылево (бел. Вылева) — упразднённая деревня, входившая в состав Демьянковского сельсовета Добрушского района Гомельской области Беларуси. Находилась недалеко от границы с Россией.
В результате катастрофы на Чернобыльской АЭС и радиационным загрязнением жители (102 семьи) переселены в 1990—1992 годах в чистые места.

## География

### Расположение
В 20 км на северо-восток от районного центра Добруша и железнодорожной станции в этом городе, в 48 км от Гомеля.

## Транспортная система
Транспортная связь по автодороге Демьянки — Добруш. Жители посёлка выселены, жилых домов нет (1992 год). Планировка состоит из слегка выгнутой улицы и двух переулков. Застройка по обеим сторонам автодороги деревянными домами усадебного типа.

## Гидрография
Река Ипуть (приток реки Сож).

## Экология и природа
На юго-востоке местный торфяной заказник.

## История
На восточной окраине деревни на левом берегу реки в урочище Чесноково Болото археологами обнаружено городище милоградской (VII—III столетия до н. э. и II столетия до н. э. — II столетия н. э.) культуры. Выявление этого городища служит доказательством заселения этой местности с древних времён.
По письменным источникам деревня известна с XVI века и находилась в составе Речицкого повета Минского воеводства Великого княжества Литовского. В 1640-е годы упоминается в инвентаре Гомельского староства.
После 1-го раздела Речи Посполитой (1772 год) в составе Российской империи. В 1776 году располагалась корчма, деревня находилась во владении фельдмаршала графа П. А. Румянцева-Задунайского. С 1834 года владение фельдмаршала графа И. Ф. Паскевича. В 1816 году в Добрушской экономии Гомельского имения. С 1830 году действовала церковью. Через деревню проходила почтовая дорога из Новозыбкова в Белицу. Во 2-й половине XIX века открыты хлебозапасный магазин и народное училище, в котором в 1889 году обучалось 35 мальчиков и 4 девочки. В 1883 году 2 ветряные мельницы. Центр волости (до 9 мая 1923 года) Белицкого, с 1892 года Гомельского уездов Могилёвской (с 1919 года) Гомельской губерний. В 1876 году имение приобрёл член Государственного Совета Н. Н. Герард, который в 1905-08 годах был генерал-губернатором Финляндии. В состав волости в 1890 году входили 29 селений с численностью в 1794 двора. В 1897 году действовали хлебозапасный магазин, народное училище, ветряная и водяная мельницы, кирпичное производство, лавка. В 1926 году работало почтовое отделение, 4-летняя школа, лечебный пункт.
С 1919 по 9 мая 1923 — центр Вылевского волостного Совета рабочих, крестьянских и красноармейских депутатов в составе Гомельского уезда.
С 8 декабря 1926 года до 30 декабря 1927 года является центром Вылевского сельсовета Ветковского района Гомельского округа, с 20 февраля 1938 года Гомельской области.
В 1929 году организован колхоз.
Во время Великой Отечественной войны на фронтах погибли 65 жителей деревни.
В 1959 году входила в состав колхоза «Молот» с центром в деревне Демьянки.
В 2005 году деревня Вылево исключена из данных по учёту и регистрации административно-территориальных и территориальных единиц как фактически несуществующий населённый пункт.

## Население

### Численность
- 1992 год — жители деревни (102 семьи) переселены

### Динамика
- 1776 год — 26 дворов
- 1788 год — 156 жителей
- 1816 год — 50 дворов, 189 жителей
- 1834 год — 55 дворов, 249 жителей
- 1883 год — 68 дворов, 382 жителя
- 1897 год — 105 дворов, 655 жителей (согласно переписи)
- 1908 год — 111 дворов, 735 жителей
- 1926 год — 165 дворов, 749 жителей
- 1959 год — 524 жителя (согласно переписи)
- 1992 год — жители деревни (102 семьи) переселены

## Достопримечательность
- Руины церкви Св. Архангела Михаила (конец XIX века)
- Курганный могильник 1-е тыс. до н.э. – 1-е тыс. н.э. —  Историко-культурная ценность Республики Беларусь, шифр 313В000244
- Курганный могильник периода раннего Средневековья X–XIII вв. —  Историко-культурная ценность Республики Беларусь, шифр 313В000245

## Известные уроженцы
- Пётр Харитонович Басенков — Герой Советского Союза. Его именем названа улица в Добруше
- Павел Кузьмич Пронузо — белорусский поэт
- Николай Николаевич Шишкин — белорусский актёр эстрады, Заслуженный артист БССР
- М. А. Гатальский — белорусский художник